# Viburnum molle
Viburnum molle är en desmeknoppsväxtart som beskrevs av André Michaux. Viburnum molle ingår i släktet olvonsläktet, och familjen desmeknoppsväxter. Inga underarter finns listade i Catalogue of Life.